# Пројекат Растко
Пројекат Растко је међународни пројекат електронске културне размене. Уједно је и прва интернет библиотека на српском језику. Мрежа је електронских библиотека стручних установа и локалних заједница посвећених уметностима, традицијама и друштвеним наукама у оквиру Матице и изван њених граница. Пројекат је почео са радом у септембру 1997. године.

## Међународни огранци
Пројекат Растко има своје међународне културне огранке, који се временом оснивају, допуњавају материјалима и развијају. Они представљају посебно благо, спону између Пројекта Растко - Библиотеке српске културе са културама других држава у којима живе Срби или са којима постоје културне, образовне и духовне везе.
- Пројекат Растко - Данска[2], основан 2008. године, уредник Пер Јакобсен
- Пројекат Растко - Италија[3], основан 2008. године, уредник Жељко Ђурић
- Пројекат Растко - Македонија[4], основан 2018. године, уредник Софија Тренчовска
- Пројекат Растко - Русија[5], основан 2007. године, уредник Дејан Ајдачић
- Пројекат Растко - Дрина[6], основан 2004. године, уређивањем се бави Колегијум Пројекта Растко
- Пројекат Растко - Кашуби[7]
- Пројекат Растко - Словенија[8], основан 2003. године, уредник проф др Бојана Стојановић Пантовић
- Пројекат Растко - Гора[9], основан 2003. године, уредник др Харун Хасани
- Пројекат Растко - Пољска[10], основан 2002. године, уредник проф. др Петар Буњак
- Пројекат Растко - Лужице[11], основан 2002. године, уредник проф. др Предраг Пипер
- Пројекат Растко - Бугарска[12], основан 2008. године
- Пројекат Растко - Скадар[13], основан 2002. године
- Пројекат Растко - Бања Лука[14], основан 2002. године
- Пројекат Растко - Кијев-Лавов[15], основан 2006. године, уредник Дејан Ајдачић
- Пројекат Растко - Будимпешта-Сентандреја[16], основан 2001. године
- Пројекат Растко - Бока[17], основан 2007. године, уредник Ђорђе Ћалин
- Пројекат Растко - Цетиње[18], основан 2000. године, уредник Александар Раковић
- Пројекат Растко - Грачаница-Пећ[19], основан 2000. године, уредник Зоран Стефановић
- Пројекат Растко - Темишвар[20], основан 2000. године, уредник Душан Бајски
- Пројекат Растко - Белорусија[21], тренутно најмлађи пројекат, основан 2019. године, чији је главни и одговорни уредник проф. др Иван Чарота.

## Неки од српских учесника „Пројекта Растко“
- Зоран Стефановић, писац и издавач - оснивач и председник културне мреже
- Дејан Ајдачић, филолог - управник мреже, оснивач средишта у Украјини, Бугарској, Русији и Италији
- Србислав Букумировић, информатичар - члан савета мреже
- Милорад Симић, лингвиста - члан савета мреже
- Милинко Стефановић, уметнички фотограф - члан савета мреже
- Милорад Павић, писац и научник - један од аутора-оснивача који имају посебну библиотеку на „Пројекту Растко“[22]
- Владета Јеротић, психијатар - један од аутора који имају посебну библиотеку[23]
- Ђорђе Јанковић, археолог - један од аутора-оснивача
- Михаило Стефановић, информатичар - директор за ИТ, члан управе мреже
- Никола Смоленски, информатичар - био је један од развојних инжењера и менаџера
- Душан Бајски, писац и преводилац - оснивач „Пројекта Растко - Румунија“
- Ђорђе Ћапин, археолог - оснивач „Пројекта Растко - Бока“
- Душан-Владислав Пажђерски, филолог - оснивач „Пројекта Растко - Кашуби“
- Споменка Стефановић-Пулулу, оснивач „Пројекта Растко - Мађарска“
- Бојана Стојановић-Пантовић, оснивач „Пројекта Растко - Словенија“
- Предраг Пипер, филолог - оснивач „Пројекта Растко - Лужица“
- Јован Ћулибрк, филолог и теолог - један од аутора-оснивача
- Мирољуб Тодоровић, писац - један од аутора, супервизор библиотеке Сигнализам
- Слободан Шкеровић (уметник), писац и сликар - уредник библиотеке Сигнализам
- Миодраг Павловић, писац и научник - један од аутора-оснивача
- Бојан Јовић, филолог - један од аутора-оснивача
- Владимир Лазовић, писац - аутор
- Александар Б. Недељковић, књижевни историчар - аутор
- Славен Радовановић, писац - један од аутора који имају посебну библиотеку
- Брана Димитријевић, лекар и историчар - управник библиотеке „Историја медицине“
- Горан Скробоња, писац - аутор
- Драган Р. Филиповић, писац - аутор
- Слободан Ивков, историчар уметности и сценариста - аутор
- Светлана Спајић, певачица изворне музике - аутор
- Владимир Симић, свирач изворне музике - аутор
- Лазо Средановић, стрипар и карикатуриста - један од аутора који имају посебну библиотеку[24]
- Миодраг Сибиновић, један од аутора који имају посебну библиотеку[25]